# Nahecaris
Nahecaris is een geslacht van uitgestorven kreeftachtigen uit de klasse van de Malacostraca (hogere kreeftachtigen).

## Soorten
- Nahecaris bipennis (Clarke, 1898) †
- Nahecaris jannae Klug, Kroger, Korn, Rucklin, Schemm-Gregory, De Baets & Mapes, 2008 †
- Nahecaris malvinae Klug, Kroger, Korn, Rucklin, Schemm-Gregory, De Baets & Mapes, 2008 †
- Nahecaris stuertzi Jaekel, 1921 †